# Zawór proporcjonalny

Przekrój proporcjonalnego zaworu bezpieczeństwa

Zawór proporcjonalny – urządzenie umożliwiające regulację ciśnienia (siły lub momentu układu mechanicznego) lub przepływu (prędkości układu mechanicznego) w proporcjonalny sposób dzięki wykorzystaniu statyki. Zawory proporcjonalne łączą zalety hydraulicznego napędu (duża siła przy małych gabarytach) z możliwościami jakie daje automatyka.

## Zastosowanie
Zawory proporcjonalne stanowią odpowiedź na coraz większe wymagania dot. projektowania hydraulicznych układów napędowych odnośnie do płynności regulacji i szybkości działania. Przemieszczanie dużych mas wiąże się z siłami bezwładności, zastosowanie rozdzielaczy proporcjonalnych pozwala na wyhamowanie i łagodny rozruch mas bezwładnych, dzięki temu hydraulika proporcjonalna zapewnia bezpieczeństwo, zabezpieczając przed uszkodzeniem konstrukcji, zapewnia także statyczność w urządzeniach przeładunkowych.
Zastosowanie hydrauliki proporcjonalnej pozwala także na tworzenie maszyn pracujących zdalnie, w miejscach niebezpiecznych dla operatora.
Zawory proporcjonalne mogą pracować w dwóch układach sterowania otwartym i zamkniętym.
Przykładowym zaworem pracującym w układzie otwartym jest zawór USAB6; karta 30RE20D jest wzmacniaczem, który zamienia sygnały wejściowe, standardowe (-20mA+20 mA, ±10V) na prąd zasilający elektromagnes.